# Рояль (спирт)

Спирт Royal (Royal Prima feinsprit) — питьевой алкоголь, широко продававшийся в России в 1992—1995 годах.

## История
В результате проводившейся в СССР начиная с 1986 года антиалкогольной кампании производство легальной винно-водочной продукции неуклонно сокращалось, что привело к её дефициту. С 1988 года водка в магазинах отпускалась по талонам.
После распада СССР и отмены государственной монополии на производство и продажу винно-водочных изделий (7 мая 1992) рынок алкогольной продукции в России стал нерегулируемым, а границы — открытыми для импорта. Этим, а также отсутствием таможенных пошлин, воспользовались зарубежные производители.
Впервые название royal prima feinsprit встречается в 1990 г. Торговая марка Royal Prima feinsprit зарегистрирована в июле 1992 года. Спирт «Рояль» производился в Гамбурге (ФРГ), в Россию завозился, в частности, через Нидерланды и Польшу. При первом массовом появлении в РФ его розничная цена (за литровую бутылку крепостью 96 процентов) и цена легальной полулитровой бутылки российской водки соотносились как 300 и 120 рублей соответственно, что давало конкурентные преимущества. В дальнейшем цены повышались по мере падения курса рубля, но соотношение оставалось приблизительно прежним. При этом оптовая цена литровой бутылки «Рояля» с доставкой в Москву составляла чуть больше одного доллара США (заводская цена $0,99 плюс транспортные расходы).
Спирт позиционировался как зерновой высшего качества (high quality strong alcohol grain neutral spirits).
Со спиртом «Рояль» связывают массовые случаи отравлений (по официальным данным, с 1990 по 1995 г. в России уровень смертности от алкогольных отравлений вырос более чем в 6 раз). Кроме того, он массово использовался для кустарного производства водки, которая затем продавалась в ларьках.
Значительная часть спирта «Рояль» импортировалась в Северную Осетию и использовалась для розлива дешёвой водки, распространявшейся затем по всей России. Часть доходов от этого производства использовалась для финансирования футбольного клуба «Спартак-Алания», что поспособствовало его победе в Чемпионате России по футболу в 1995 году, прозванной «водочной победой».
В 1995 году, 22 ноября, Государственная Дума приняла Федеральный Закон № 171 «О государственном регулировании производства и оборота этилового спирта, алкогольной и спиртосодержащей продукции». После его вступления в действие спирт «Рояль» исчез из продажи, но некоторое время продолжал завозиться нелегально для розлива «левой» водки.

## Оценки
Интервью газеты «Коммерсант»:

Я помню вкус этого спирта. Илья Олейников учил меня его пить. Я непьющий человек в принципе, а он говорит: «Попробуй!» Мне очень захотелось понять, влияет ли на вкус название. Я сделал глубокий вдох, потом сильный выдох, посчитал до трёх и вылил эту гадость в рот. Эффект чудовищный, и запомнился он мне навсегда. Но на этом мои воспоминания заканчиваются, потому что вообще любые воспоминания заканчиваются после глотка спирта Royal.— Юрий Стоянов, актер, народный артист Российской Федерации

Я этот спирт не употреблял ни разу из эстетических и вкусовых соображений. Были другие напитки. Я помню, как Royal в огромном количестве появился в продаже и сразу приобрёл массовую популярность из-за доступности, дешевизны и броской рекламы. У меня нет ощущения, что этот спирт является каким-то олицетворением 1990-х. Его популярность — это отклик на имевший в стране дефицит и существовавший тогда спрос на доступный алкоголь.
 С точки зрения власти у него было одно несомненное преимущество и достоинство — промышленное производство. Ничего хорошего этот спирт не нес, но он предотвращал худшее — появление дешевого смертельного суррогата.— Сергей Станкевич, политолог, в 1992 году советник президента РФ по политическим вопросам

Как же я могу не помнить спирт Royal?! У меня ощущение, что его пили все. Он был дешёвый, иностранный, с очень красивой этикеткой с красной полосой и коронами, с золотой надписью на иностранном языке.— Сергей Белоголовцев, актер

В 1992 году отпустили рынок, появилась продажа всего и по свободным ценам. Это совпало с наплывом импортного спирта, который назывался Royal. Кажется, был сначала голландский, а потом вообще непонятно чьего производства, и продавался во всех магазинах.

Я смотрел на это с большим сожалением. Многих важных и нужных товаров не было, а спирт был везде. Но я его не пил. Просто опасался за здоровье своё и своих близких: какие-то сомнительные бутылки, сомнительные этикетки, которые иногда даже вверх ногами были прилеплены.— Александр Башкин, член комитета Совета федерации по конституционному законодательству и госстроительству

Я очень хорошо помню вкус Royal. И мне кажется, нас таких осталось совсем мало. Особенно я любил настойки. Мы настаивали на лимоне, на петрушке, и было очень вкусно. Главное, никакого похмелья наутро.
Основная роль свободной продажи Royal — это обогащение определённых людей, поднявшихся на его продаже. Они с любовью, я думаю, вспоминают этот продукт.— Станислав Садальский, актер

У меня хорошо отложился в памяти вкус Royal. Это событие — реализация водки по свободным ценам — действительно значило много и для народа, и для истории. Она означала переход от жёсткой плановой экономики к дикому рынку. От сухого закона Горбачёва — к свободной продаже дешёвого некачественного спирта. Это событие истории, которое будут помнить не ближайшие 100 лет, а гораздо дольше.— Константин Бабкин, президент ассоциации «Росспецмаш», лидер партии «Дело»